# گراس زادی
گراس زادی (فرانسوی: Grâce Zaadi‎؛ زادهٔ ۷ ژوئیهٔ ۱۹۹۳) بازیکن هندبال اهل فرانسه است.